# والتر دبليو. بانكهيد
والتر دبليو. بانكهيد هو محامي وسياسي أمريكي، ولد في 21 يوليو 1897 في جاسبر في الولايات المتحدة، وتوفي بنفس المكان في 24 نوفمبر 1988. نشط حزبياً في الحزب الديمقراطي. وقد انتخب عضو مجلس النواب الأمريكي ‏.